# Giving What We Can
Giving What We Can (GWWC) är en effektiv altruism-associerad organisation vars medlemmar avger ett löfte om att ge 10% av sin inkomst till effektiva välgörenhetsorganisationer. Organisationen har också bedrivit forskning som ligger till grund för rekommendationer kring vilka välgörenhetsorganisationer som är mest effektiva.

## Historia
Giving What We Can grundades som en givarförening år 2009 av Toby Ord, moralfilosof vid Oxford University, Bernadette Young, som då var läkarstudent, och filosofen William MacAskill. Målet var att uppmuntra människor att ge 10% av sin inkomst på en regelbunden basis för att minska fattigdomen i världen. Även om detta påminner om zakat eller tiondet, fanns det ingen religiös motivation bakom grundandet av organisationen. Ord var snarare inspirerad av Peter Singer och andra filosofer som framfört argument för om en moralisk skyldighet att ge till de fattiga.
GWWC lanserades med 23 medlemmar. Medlemskap innebär ett löfte om att ge bort minst 10% av sin inkomst till effektiva välgörenhetsorganisationer. Löftet är dock inte juridiskt bindande och det blir inga påföljder om det bryts. I slutet av 2011 fanns 177 medlemmar, mestadels akademiker, i fem lokalföreningar, inklusive Oxford, Cambridge, Princeton och Harvard. År 2012 hade organisationen 264 medlemmar från 17 länder, och år 2015 nådde de över 1 000 medlemmar.

## Forskning
Giving What We Can bedriver också forskning för att avgöra vilka välgörenhetsorganisationer som de rekommenderar till medlemmar och andra givare. Snarare än att fokusera på administrativa kostnader handlar deras utvärderingar om hur kostnadseffektiva välgörenhetsorganisationer är, det vill säga hur mycket gott de gör per donerad krona. Organisationen anser att variationen i kostnadseffektivitet mellan välgörenhetsorganisationer i stor del beror på att de arbetar inom olika problemområden. De gör därför också breda utvärderingar över vilka områden, såsom hälsa, utbildning och katastrofhjälp, som är mest effektiva innan de jämför specifika organisationer. I praktiken, rekommenderar de endast ett fåtal organisationer som alla arbetar inom global hälsa. Detta påminner om rekommendationerna från GiveWell.